# 藤堂高重
藤堂 高重（とうどう たかしげ、生年不詳-1631年）は、江戸時代初期の武将。通称左兵衛佐。従五位下。

## 略歴
藤堂高虎の子で、母は松寿院。寛永2年5月28日、徳川秀忠が高虎邸へ渡御した際、初めて拝謁し、馬一匹を賜った。寛永8年4月10日死去。墓所は西光寺墓地。